# حسن بن فیروزان
حسن فیروزان یکی از سرداران و رجال سیاسی طبرستان و دیلمان از خاندان فیروزانیان بود که پدرش، فیروزان، از سرداران ناصر کبیر بود و خودش پسرعموی ماکان پسر کاکی بود.
حسن بن فیروزان به آمل آمد و آنجا را تصرف نمود و ضمن برقراری پیوند خویشاوندی با آل بویه، قلمرو آل زیار را از آن خود کرد و فرمانروایی طبرستان را به عهده گرفت. وقتی که وشمگیر به بخارا رفت، حاکم آنجا نوح بن نصر سامانی، نیرویی را در اختیار وشمگیر قرارداد.
او هنگام نبرد ری به نیابت از ماکان در ساری به امارت نشست ولی پس از مرگ ماکان در نبرد، به متحدش، وشمگیر، پشت کرده و او را عامل قتل ماکان دانسته و به نبردهایی علیه او پرداخت.
حسن فیروزان تلاش‌های بسیاری برای رسیدن به حکومت طبرستان و دیلم انجام داد که نهایتاً به سرانجام نرسیدند. از جمله اقدامات وی اتحادش با آل بویه بود که به واسطهٔ ازدواج دخترش با حسن بویی انجام شده و فخرالدوله دیلمی، شاهزاده بویی، نوهٔ دختری وی می‌باشد. آل بویه دیگر سلسله دیلمی است که از دشمنان زیاریان در عصر وشمگیر بودند.